# Бек, Джон (футболист)
Джон Александер Бек (англ. John Alexander Beck; род. 25 мая 1954, Эдмонтон, Большой Лондон) — английский футболист, играющий на позиции полузащитника, и тренер. 
Известен, в первую очередь, как тренер сверх-успешного коллектива «Кембридж Юнайтед», дважды достигшего четверть-финала кубка Англии (играя в четвертом дивизионе чемпионата Англии), и остановившегося в шаге от премьер-лиги, вылетев на стадии плей-офф в 1992 году. По мнению английской прессы, один из самых самобытных и недооцененных тренеров современной Англии.

## Карьера
Бек начал свою игровую карьеру в «Куинз Парк Рейнджерс», попдписав профессиональный контракт в мае 1972 года, и дебютировал в декабре 1972 года в победном домашнем матче с «Лейтон Ориент» (3:1). Однако, Бек не смог занять регулярное место в чрезвычайно сильном составе в полузащите, конкурируя с капитаном команды и игроком сборной Джерри Фрэнсисом, а также игроком сборной Шотландии Доном Массоном за роль креативного полузащитника. В 1976 году, когда КПР занял второе в первом дивизионе, пропустив вперед «Ливерпуль», Джон перебрался в «Ковентри Сити», сыграв 40 матчей за Рейнджерс и забив один гол. В сезоне 1977/78, полузащитник «Ковентри» играл в, возможно, одном из самых сильных составов клуба за всю историю.